# Patrick Brice
Donat Patrick Kack-Brice (nascut el 23 d'abril de 1983), conegut professionalment com Patrick Brice, és un director de cinema estatunidenc, actor, guionista i director de fotografia. És conegut per dirigir Creep (2014), The Overnight (2015), Creep 2 (2017), Corporate Animals (2019) i There's Someone Inside Your House (2021).

## Carrera
Brice va néixer i es va criar a Grass Valley, Califòrnia. Es va graduar amb un BFA per l'Institut de Califòrnia the Arts (CalArts) School of Film & Video. Creep, el seu primer llargmetratge com a director/escriptor/actor (co- protagonitzada per Mark Duplass), va ser produïda per Blumhouse Productions: es va estrenar a SXSW 2014 i es va estrenar a través de Netflix. El seu segon llargmetratge com a director/escriptor, The Overnight (amb Adam Scott, Taylor Schilling i Jason Schwartzman) es va projectar al Festival de Cinema de Sundance de 2015 i va ser estrenat per The Orchard. Va escriure i dirigir Creep 2, protagonitzada per Duplass i Desiree Akhavan: es va estrenar el 2017 a través de Netflix. La seva darrera pel·lícula com a director, Corporate Animals, protagonitzada per Ed Helms i Demi Moore, estrenada al Festival de Cinema de Sundance de 2019.
El març de 2019 es va anunciar que Brice dirigiria la pel·lícula slasher de Netflix There's Someone Inside Your House, una adaptació de la novel·la homònima de Stephanie Perkins del 2017, amb guió de Henry Gayden. Va ser produït per 21 Laps Entertainment i Atomic Monster. La pel·lícula es va estrenar el 6 d'octubre de 2021.
El juliol de 2020, es va anunciar que Brice desenvoluparia, escriure i dirigir una adaptació cinematogràfica per a HBO Max basada en la novel·la de thriller de suspens d'Owen Laukkanen titulada The Wild.

## Filmografia
Cinema
| Any  | Títol                             | Director | Guionista | Notes                                |
| ---- | --------------------------------- | -------- | --------- | ------------------------------------ |
| 2014 | Creep                             | Sí       | Sí        | També director de fotografia i actor |
| 2015 | The Overnight                     | Sí       | Sí        |                                      |
| 2015 | Hang Loose                        | Sí       | Sí        | Co-dirigida amb Sammy Harkham        |
| 2017 | Creep 2                           | Sí       | Sí        | També director de fotografia i actor |
| 2019 | Corporate Animals                 | Sí       | No        |                                      |
| 2021 | There's Someone Inside Your House | Sí       | No        |                                      |

Televisió
| Any       | Títol    | Director | Guionista | Notes |
| --------- | -------- | -------- | --------- | --- |
| 2017–2019 | Room 104 | Sí       | Sí        | Dirigí els episodis: "Pizza Boy", "Hungry", "Itchy", "Crossroads", "No Dice"; Escriu i dirigeix episodi: "Animal for Sale" |